# Palácio Stroganov

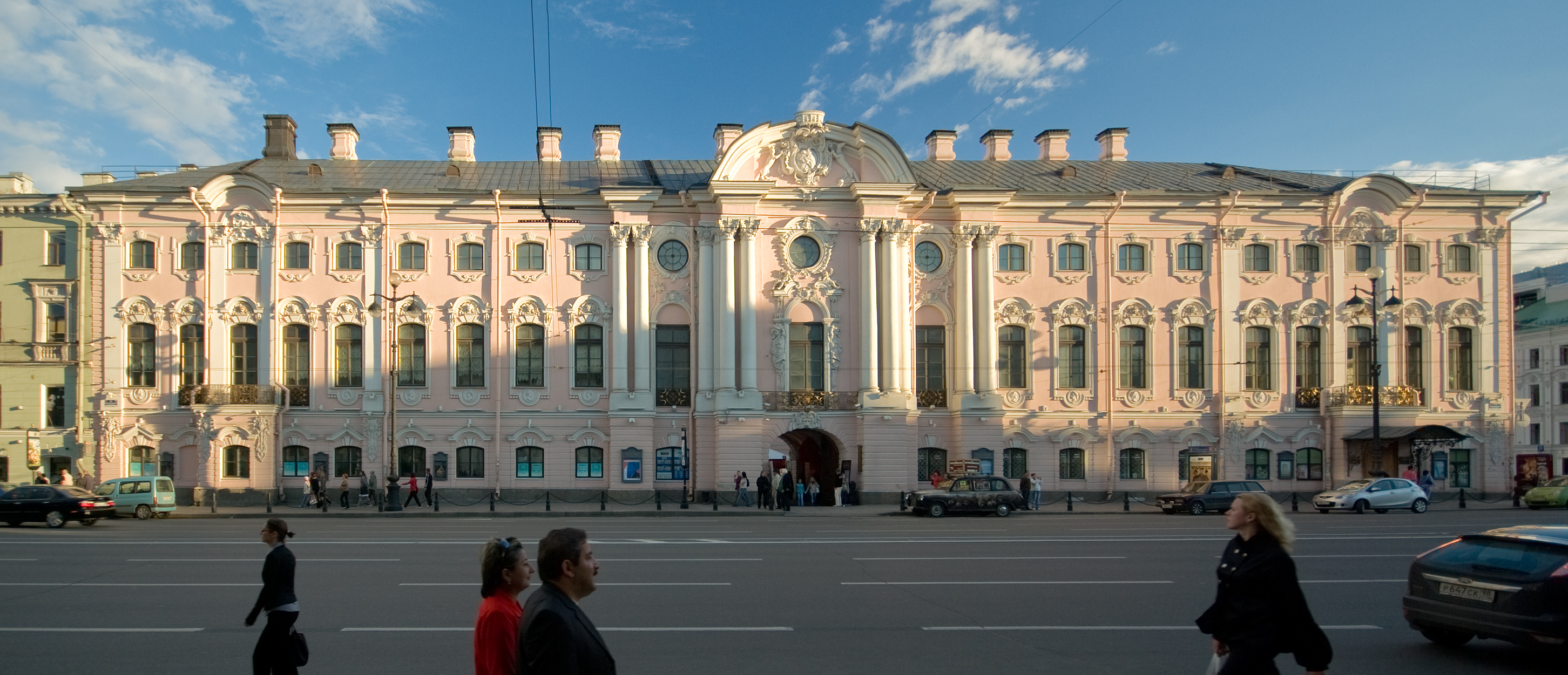
O Palácio Stroganov visto do Nevsky Prospekt.

O Palácio Stroganov é um palácio da Rússia situado em São Petersburgo, frente ao Rio Moika. Encontra paralelo no Palácio Beloselsky-Belozersky, o qual se ergue no lado oposto da Avenida Nevsky em frente ao Rio Fontanka.
Originalmente pertencia a uma das mais ilustres famílias da nobreza russa, célebre pelos altos cargos ocupados junto do governo e pelo amor às artes, sendo importantes mecenas na época e acumulando um acervo familiar que incluía obras de Anthony van Dyck, Nicolas Poussin, Claude Lorraine, Rembrandt e outros mestres, além de significativa reunião de medalhas, moedas e minerais.
O projecto principal foi do arquitecto Bartolomeo Rastrelli, com reformulações posteriores de Andrei Voronikhin, Carlo Rossi, Pyotr Sadovnikov e Harold Bosse, especialmente nos interiores. Na decoração participaram artistas de renome como Giuseppe Valeriani. Actualmente encontra-se sujeito a obras de restauro em diversos espaços, embora ainda exiba obras de artes aplicadas.
Com a nacionalização de bens artísticos ocorrida após a Revolução Russa, o palácio passou a constituir um museu estatal, o Museu Nacional Stroganov, o qual foi anexado pelo Hermitage em 1925. Em 1931, a galeria de pinturas foi leiloada e o edifício passou à administração do Instituto Agrícola, e depois para o Comissariado Popular da Construção Naval, sendo fechado ao público. Em 1989 o palácio foi doado ao Museu Russo, iniciando o seu renascimento como centro cultural, com a primeira exposição a ser inaugurada em 1995. Em 2003 passou a exibir também um acervo de porcelanas das manufaturas russas.